# Gylle
Gylle är en småort i Trelleborgs kommun och kyrkby i Gylle socken på Söderslätt i Skåne. Gylle kyrka ligger här. Öster om Gylle ligger bebyggelse som av SCB avgränsats till att ingå i en småort namnsatt till Gylle och Fjärdingslöv.

## Historia
Man menar att Skytts härads medeltida tingsplats legat i Gylle.  Här fanns under medeltiden en kungsgård och i "Landebogen" från 1560-talet omtalas en åker i byns norra vång med namnet "Stöttings ager". Här fanns också "Skiötinge mosse". Dessa namnformer kan ha bevarat namnet "Skytts ting" som eventuellt hållits på platsen. 

## Personer från orten
Theodor Larsson (Skånska Lasse) var från byn.